# ایوسیف کورویان
ایوسیف یاکووْلوویچ کورویان (روسی: Иосиф Яковлевич Куроян؛ زادهٔ ۱۳ ژانویهٔ ۱۹۳۵ - درگذشته ۱ دسامبر ۲۰۱۷) با نام ارمنیِ «هوُسِپ هاکوبی کورویان» (ارمنی: Հովսեփ Հակոբի Կուրոյան) اَنیماتور و کارگردان فیلم‌های انیمیشنی ارمنی‌تبارِ اهل روسیه بود. وی دو بار قهرمان اسکادران ناوهای نیروی دریایی شمال در رشته بوکس (۱۹۵۵، ۱۹۵۶) و دارنده مدال در مسابقات قهرمانی نیروی دریایی شمال در رشته بوکس (۱۹۵۶) بود.
از فیلم‌ها یا مجموعه‌های تلویزیونی که وی در آن‌ها نقش داشته است، می‌توان به خرگوش و سیب و فانتیک اشاره نمود.